# Krzywe (Litwa)
Krzywe (lit. Kreivoji) − wieś na Litwie, w gminie rejonowej Soleczniki, 3 km na północ od Paszek, zamieszkana przez 5 ludzi. Przed II wojną światową w Polsce, w powiecie wileńsko-trockim województwa wileńskiego.